# Jantli, Mundargi
Jantli là một làng thuộc tehsil Mundargi, huyện Gadag, bang Karnataka, Ấn Độ.